# Lemniscomys roseveari
Lemniscomys roseveari és una espècie de mamífer rosegador de la família dels múrids. Viu a Zàmbia i, possiblement, Angola. El seu hàbitat natural són els boscos molt espessos. Està amenaçat per la tala d'arbres per a fer-ne carbó vegetal, particularment prop de les zones urbanes. L'espècie fou anomenada en honor del funcionari britànic Donovan Reginald Rosevear.